# São Tomás de Aquino
São Tomás de Aquino là một đô thị thuộc bang Minas Gerais, Brasil. Đô thị này có diện tích 277,546 km², dân số năm 2007 là 6934 người, mật độ 27,3 người/km².